# Kim Pletikos
Kim Pletikos Pucer, slovenska jadralka * 6. januar 1994, Izola
Kim Pletikos je najuspešnejša slovenska jadralka v olimpijskem razredu Laser Radial. 
Njena tekmovalna pot se je začela v razredu Optimist, ko je že pri 9. letih uvrstila na Evropsko prvenstvo in tam nastopila kot najmlajša tekmovalka. Od takrat je vsakoletna članica državne reprezentance in več kot 10-kratna državna prvakinja.  
Je prejemnica številnih odličij, med drugim odličij iz svetovnih in evropskih prvenstev. Kim je bila glavna olimpijska kandidatka tako za Olimpijske igre v Rio de Janeiru leta 2016, kot tudi za olimpijske igre v Tokiu leta 2020.  
Svojo športno kariero je po 20-letih zaključila zaradi poškodbe hrbta. 
Ob športnem udejstvovanju je zaključila tudi magistrski študij Psihologije na Filozofski fakulteti v Ljubljani. 